# Pagamento por aproximação

Símbolo de pagamento contactless em um terminal de venda.

Pagamento por aproximação, também designado pelo anglicismo contactless, são sistemas de cartão de crédito e cartões de débito, cartões inteligentes, entre outros, incluindo smartphones que usam RFID ou NFC (ex. Samsung Pay, Apple Pay e Google Pay) ou aplicativos de bancos que suportam pagamento por aproximação. É necessário a aproximação com o terminal de venda com o símbolo de onda para ser possível o pagamento por aproximação.